# Parque nacional Abel Tasman

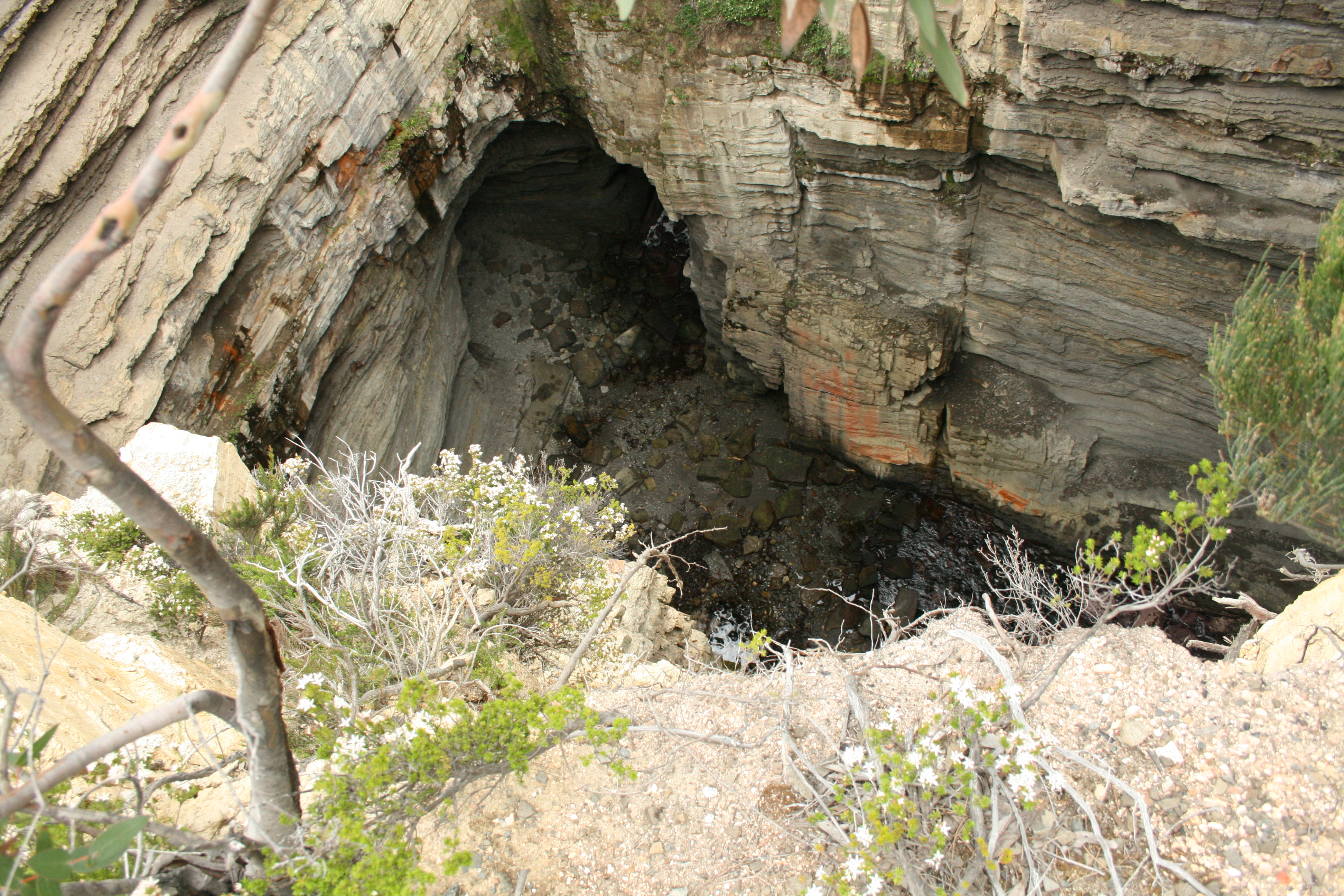
La denominada "Cocina del Diablo" en el Parque Nacional de Abel Tasman.

El Parque Nacional Abel Tasman es un parque nacional ubicado en Nueva Zelanda en la Bahía dorada, en el sitio donde llegó el explorador Abel Tasman en diciembre de 1642. Su extensión es de 23.000 ha.

## Historia
El territorio que rodea el parque ha sido residencia tradicional del pueblo maorí desde tiempos inmemoriales, en donde se efectuaban tareas de recolección. 
Durante la llegada de los exploradores europeos en 1642, ocurrió un enfrentamiento con el pueblo maorí que dejó víctimas de ambos lados. La expedición de Abel Tasman debió partir sin llegar a tocar tierra. 
El primer asentamiento de europeos se estableció en 1855 y desde entonces la presencia de habitantes de origen europeo se fue extendiendo.
El parque fue creado en diciembre de 1942 para conmemorar los 300 años de la llegada de la expedición de Abel Tasman.
En 2006, el gobierno adquirió un enclave de 793 ha a una familia establecida allí desde 1860.

## Actividades
El camino de la costa del parque es uno de los más visitados en Nueva Zelanda. Se puede apreciar desde ellas las doradas playas y las aguas color turquesa de la Golden Bay.
Otras opciones incluyen paseos en Kayak y en barco que se pueden extender a las islas aledañas.